# Jerusalema
A Jerusalema Master KG dél-afrikai DJ és zenei producer dala, mely Nomcebo szintén dél-afrikai énekesnő közreműködésével készült. A gyors tempójú, gospel zenei hatásokkal rendelkező house dal eredetileg 2019. november 29-én jelent meg, miután pozitív visszajelzéseket kapott az online térben, majd december 21-én egy videóklipet is bemutattak hozzá. Később felkerült Master KG ugyanazon névvel ellátott, 2020 januárjában kiadott második albumára. A streaming-szolgáltatókra 2020. július 10-én egy kislemez verzióban is megjelent, miután 2020 közepén nagy ismertségre tett szert világszerte az internetnek hála a #JerusalemaChallenge tánckihívás hatására. 2020. június 19-én kiadtak Burna Boy nigériai énekessel egy remixváltozatot is a dalhoz. Megjelenése óta a Jerusalema első helyezést ért el Belgiumban, Hollandiában, Romániában, Svájcban és Magyarországon, de számos további európai országban is az első tíz közé tudott kerülni.

## Háttér
A dalt először 2019. augusztus 11-én vették fel, és miután közzétették Master KG különböző közösségi média felületein, a rajongók pozitívan vélekedtek róla. Ennek hatására kereste fel Master KG Nomcebót, hogy vele közösen „fejezze be” a dalt. Ezt a végleges változatot októberben töltötték fel a YouTube-ra, majd november 29-én jelent meg hivatalosan. Egy hét alatt átlépte az egymilliós megtekintést. A dalhoz készült hivatalos videóklip 2019. december 21-én jelent meg. Miután a tánckihívás hatására nagy népszerűségre tett szert, a dal elérhetővé vált a streaming-szolgáltatóknál is 2020. július 10-én.

## Kompozíció
A Jerusalema vallásos témája ellenére egy gyors tempójú diszkó-house szám, „mély, spirituális”, gospel dalszövegekkel. Rufaro Samanga az OkayAfrica oldaltól úgy fogalmazott, hogy a dal „Jeruzsálemről szól, mely sok vallásos ember otthona”. A Burna Boy-jal készült remix a tőle megszokott afrobeat stílussal készült, verzéje egy része zulu nyelven íródott, melyben az afrikai előadók közti egység a téma. singing part of his verse in isiZulu, while emphasizing the unity of African artists.

## Hatása
Master KG Spotify követőinek száma 1,2 millióval növekedett a dal egyre növekvő népszerűségének hatására. Az egyre nagyobb sikerhez hozzájárult, hogy számos előadó szerte a világon elkészítette belőle saját feldolgozását, egyedi hangszerekkel és különböző nyelveken.

### Tánckihívás
Egy angolai baráti társaság által kitalált tánckihívás nagyban elősegítette a dal kirobbanó népszerűségét, amely az interneten vírusként kezdett terjedni. A Macarena táncos őrületéhez hasonlított #JerusalemaChallenge kíváshoz számtalan videó készült szerte a világon, köztük Hollandiában, Portugáliában, Olaszországban, Spanyolországban, Romániában, Franciaországban, Jamaikában, Kanadában, az Egyesült Államokban, Sri Lankán, Palesztínában, de még Jeruzsálem városába is eljutott a kihívás. A tánckihívás Magyarországon is hamar rendkívüli népszerűségre tett szert, közülük az egyik legismertebb a Bethesda Gyermekkórház dolgozóinak videója.

## Slágerlistás helyezések
| Lista (2020–2021)                         | Legjobb helyezés |
| ----------------------------------------- | ---------------- |
| Ausztria (Ö3 Austria Top 40)              | 2                |
| Belgium (Ultratop 50 Flanders)            | 1                |
| Belgium (Ultratop 50 Wallonia)            | 1                |
| Kanada (Billboard Digital Songs)          | 9                |
| Csehország (Rádio Top 100)                | 59               |
| Euro Digital Songs (Billboard)            | 1                |
| Franciaország (Single Top 100)            | 2                |
| Németország (Media Control Charts)        | 3                |
| Magyarország (Dance Top 40)               | 7                |
| Magyarország (Rádiós Top 40)              | 1                |
| Magyarország (Single Top 40)              | 1                |
| Írország (IRMA)                           | 4                |
| Olaszország (FIMI)                        | 2                |
| Hollandia (Top 40)                        | 1                |
| Hollandia (Single Top 100)                | 2                |
| Nicaragua (Monitor Latino)                | 10               |
| Panama (Monitor Latino)                   | 17               |
| Románia (Airplay 100)                     | 1                |
| Skócia (Scottish Singles Top 40)          | 14               |
| Szlovákia (Rádio Top 100)                 | 4                |
| Szlovákia (Singles Digitál Top 100)       | 46               |
| Dél-Afrika (SAARF)                        | 1                |
| Spanyolország (PROMUSICAE)                | 10               |
| Svédország (Sverigetopplistan)            | 3                |
| Svájc (Schweizer Hitparade)               | 1                |
| Egyesült Királyság (UK Singles Chart)     | 55               |
| US Hot Dance/Electronic Songs (Billboard) | 9                |
| US World Digital Song Sales (Billboard)   | 1                |

| Lista (2020)                              | Helyezés |
| ----------------------------------------- | -------- |
| Ausztria (Ö3 Austria Top 40)              | 46       |
| Belgium (Ultratop Flanders)               | 11       |
| Belgium (Ultratop Wallonia)               | 5        |
| Franciaország (SNEP)                      | 16       |
| Németország (Official German Charts)      | 49       |
| Magyarország (Single Top 40)              | 8        |
| Olaszország (FIMI)                        | 11       |
| Hollandia (Dutch Top 40)                  | 12       |
| Hollandia (Single Top 100)                | 28       |
| Románia (Airplay 100)                     | 45       |
| Svájc (Schweizer Hitparade)               | 7        |
| US Hot Dance/Electronic Songs (Billboard) | 35       |

## Minősítések
| Régió                                                            | Minősítés  | Eladott példányszám |
| ---------------------------------------------------------------- | ---------- | ------------------- |
| Dánia (IFPI Denmark)                                             | arany      | 45 000‡             |
| Lengyelország (ZPAV)                                             | 2× platina | 40 000‡             |
| Spanyolország (PROMUSICAE)                                       | 2× platina | 80 000‡             |
| Egyesült Királyság (BPI)                                         | ezüst      | 200 000‡            |
| Egyesült Államok (RIAA)                                          | arany      | 500 000‡            |
| ‡ Eladási+streaming példányszámok kizárólag a minősítés alapján. |            |                     |

| Régió                                                            | Minősítés  | Eladott példányszám |
| ---------------------------------------------------------------- | ---------- | ------------------- |
| Ausztria (IFPI Austria)                                          | arany      | 15 000‡             |
| Belgium (BEA)                                                    | 2× platina | 80 000‡             |
| Franciaország (SNEP)                                             | gyémánt    | 333 333‡            |
| Németország (BVMI)                                               | platina    | 400 000‡            |
| Olaszország (FIMI)                                               | 4× platina | 280 000‡            |
| Portugália (AFP)                                                 | 2× platina | 20 000‡             |
| ‡ Eladási+streaming példányszámok kizárólag a minősítés alapján. |            |                     |

## Fordítás
- Ez a szócikk részben vagy egészben  a   Jerusalema című angol Wikipédia-szócikk fordításán alapul.  Az eredeti cikk szerkesztőit annak laptörténete sorolja fel. Ez a jelzés csupán a megfogalmazás eredetét és a szerzői jogokat jelzi, nem szolgál a cikkben szereplő információk forrásmegjelöléseként.